# Bilan et Perspectives
 (février 2014).
Si vous disposez d'ouvrages ou d'articles de référence ou si vous connaissez des sites web de qualité traitant du thème abordé ici, merci de compléter l'article en donnant les références utiles à sa vérifiabilité et en les liant à la section « Notes et références ».

Bilan et Perspectives est un ouvrage de Léon Trotski publié en 1906. Il est considéré comme l'un de ses écrits les plus importants. 
Dans ce livre, Trotski analyse les spécificités du développement historique et social de la Russie et en tire des conclusions concernant les tâches de la révolution russe à venir. 
Pour Trotski,
la divergence apparente entre la Russie et l'Europe n'est pas
fondamentale mais s'explique d'une part par le
climat russe, d'autre part du fait de la pression constante exercée
sur la Russie tout au long de l'histoire par une Europe plus avancée.
Pour Trotski, le climat russe est la raison du
faible développement des villes en Russie. En effet, à cause des hivers
longs et rigoureux, la paysannerie russe était cantonnée à la
maison pendant près de la moitié de l'année, ce qui favorisait
l'artisanat à domicile, et décourageait l'apparition d'une classe
d'artisans urbains. De ce fait, les villes y restèrent cantonnées au rôle
de simples centres régionaux non productifs jusqu'à l'apparition du
capitalisme. 
D'autre part, la pression constante, en
particulier militaire, exercée par les pays européens plus avancés
à l'ouest (Pologne, Allemagne, Suède…), et par les peuples
d'éleveurs nomades de l'est (Petchénègues, Khazars, Mongols,
Tatars…), contraignit la classe féodale russe, pour sa survie en
tant que classe, à se doter d'un pouvoir d'État extrêmement fort,
centralisé et militariste afin de défendre son territoire. Cet État
devint si disproportionné qu'il finit par accaparer une part de plus
en plus importante du surproduit national, et par écraser tout
développement social autonome au sein de la société, notamment en
bridant le pouvoir de la noblesse (sous Ivan le Terrible avec
l'opritchnina) et en étouffant l'émergence d'une classe moyenne,
contrairement à ce qui se produisait en Europe où la bourgeoisie
acquérait une autonomie croissante. 
Par conséquent, toutes les réformes sociales
accomplies en Russie l'étaient non pas en tant que résultat d'une
lutte au sein de la société, mais sous l'impulsion directe du tsar,
à la suite de l'Occident – en particulier avec
Pierre le Grand.
C'est pourquoi, toujours selon Trotski, au
moment de l'apparition du capitalisme, la Russie ne disposant pas
d'une classe bourgeoise, la grande industrie fut développée avant
tout par l'État ou via des capitaux étrangers, européens. Une classe
prolétaire industrielle se forma donc en Russie sans que ne s'y développe en
contrepartie une classe bourgeoise comme cela avait été le cas à
l'Ouest. C'est cette observation qui poussa Trotski à formuler sa
théorie de la révolution permanente (c'est-à-dire,
ininterrompue), selon laquelle les tâches de la révolution
« bourgeoise » en Russie (suppression du féodalisme,
réforme agraire, instauration de la démocratie, etc.) ne pouvaient
pas être accomplies par la bourgeoisie nationale (quasi inexistante ou
dépendante de l'impérialisme et de la noblesse), mais devaient
l'être par le prolétariat qui, partant, s'emparerait du pouvoir d'État et
effectuerait directement la transition du féodalisme au socialisme
(avec la nationalisation et collectivisation de la grande industrie,
etc.) sans passer par un stade capitaliste distinct.
Les socialistes se réclamant du trotskisme
appliquent par extension cette analyse, dans le cadre de la théorie de la « révolution permanente », à la situation des pays
africains, asiatiques, etc. dont le développement est étouffé par
le poids de l'impérialisme ; pour eux, le développement de
ces pays sur une base capitaliste est illusoire – ils ne
pourront acquérir une véritable indépendance économique (et
politique) que par une révolution socialiste dirigée par le
prolétariat à la fois contre l'impérialisme et contre la
bourgeoisie nationale fantoche de ces pays.